# 南青山少女歌劇団
南青山少女歌劇団（みなみあおやましょうじょかげきだん）は、11歳から18歳までの少女のみで構成された劇団である。略称として南少（なんしょう）。表記としてMSK（エムエスケー）を使う場合もある。2001年より活動休止中。

## 概要
劇団の所在地が東京都港区南青山にあったことから名付けられた。
1990年に芸能事務所スペースクラフトのプロジェクトとして開始され、放送局のTBSとレコード会社のファンハウス（現・アリオラジャパン）が後にプロジェクトに加わり、劇団発足。同年8月に旗揚げ公演『天使の拍手が聞こえる街』（堤泰之演出）上演。
演出家・謝珠栄が初演出を行なった作品が、同劇団の公演『夏・遠い願いを抱いて～夢を信じて～』（1992年、日本青年館）であった。ミュージカル公演が主な活動で、アイドルグループとして、CDやビデオの発売やテレビの出演も行った。公演の模様はTBSテレビ、末期にはMXテレビの『主人公 NANSHO』で放映されていた。
スペースクラフトグループの単独プロジェクトになった頃より、劇団としてマンパワーに明確な不足が目立ち始めた。宝塚歌劇団出身の橘沙恵をプロデューサーに迎えるなど立て直しを図ったが、2001年8月の公演以降、実質的な活動休止状態に入った。
団員は不定期の公募オーディションで選ばれた。オーディション毎に、1期生から8期生まで存在した。妹グループとして「Nansho Kids」（ナンショーキッズ）があった(後述)。

## 主な出身者
- 大越史歩（女優）
- 駒崎香織（女優）
- 河内浪江（女優）
- 菊澤美和（女優）
- 久積絵夢（ミュージカル女優）
- 千葉紗子（声優・歌手）
- 南里侑香（声優・歌手・女優）
- 小林晃子（声優）
- 浦壁多恵（ミュージカル女優）
- 秋山エリサ（女優、秋山純の妹）
- 森田このみ（女優）
- 西條由利香（女優）
- 世永亜実（サマンサタバサ上席執行役員）
- 栗山絵美（女優）
- 鶴水ルイ（元・鶴水瑠衣）（女優）
- 飯尾麻耶（女優）
- 荻野恵理（THE STRiPES）
- 桜井美紀（元・十川貴美子）（THE STRiPES）
- 大野ちひろ（女優・ダンサー）
- 片岡香奈子（W.Dream・講師）
- 片岡和香子（W.Dream/夢組・講師）
- Jade(坂爪加奈、元・Meo)（シンガー）
- Lan（元・高野蘭)（WOOHOO・シンガー）
- romi（横沢ヒロミ、元・馬場宏美）（シンガー）
- 南凜生（元・小村美佳）（女優・ダンサー）
- 栗原海（JEWEL・スーパー耐久シリーズ2008イメージガール）
- 堀川由理（シンガー）
- 島津美和（元・菊澤美和）（スタジオK・Jazz/Tap講師）
- 横田愛（元・福島愛）（振付師）
- 池田淑子（女優・ダンサー）
- 須川華奈子（女優）
- 桜井ひな（元・石本ひな）（グラビアアイドル・レースクイーン）
- 滝田樹里（声優）
- 中山理奈（声優）
- ERE（元・菊地江麗）（ダンサー・インストラクター）
- 染谷有紀（TAPダンサー）
- 武田未帆
- 市川絵美
- 紙子千春
- 広橋佳以
- 飯田未
- 遠藤雅子
- 篠原有加（昭島市議会議員）
- 五十嵐真代

## ディスコグラフィ

### シングル
- 夢を信じて（1992年6月25日）
- 夢の冒険へ（1992年11月26日）- アニメ『スペースオズの冒険』主題歌。
- SATURDAY NIGHT（1993年3月25日） - ベイ・シティ・ローラーズのカバー。
- どうにかして!（1993年4月25日）- 大阪ガスCMソング。
- 涙なんか（1993年5月26日）
- SWEET&TOUGHNESS/思春期シックネス（1993年6月25日）
- 天使がいっぱい（1993年11月1日）
- MILLION KISS（1994年7月21日）

### アルバム
- START（1992年12月2日）
- NATURAL HIGH!（1993年7月21日）

## Nansho Kids
Nansho Kids（ナンショーキッズ）は、南青山少女歌劇団（南少）の妹グループである。ミュージカル公演が主な活動だった南少とは多少方向性が異なり、アイドルグループ的側面が大きい。現在は活動休止状態。

### メンバー
- No.01 伊藤彩華（現所属：セカンドステージ）
- No.02 田畑亜弥（現所属：東宝芸能）
- No.03 長谷川静香（現所属：スペースクラフト・エンタテインメント）
- No.04 中台泉美（現所属：パール）
- No.05 寺迫友里
- No.06 岡崎愛
- No.07 吉田有希（現所属：スペースクラフト・エンタテインメント）
- No.08 伊藤夕紀
- No.09 水谷光里
- No.10 安野奈美
- No.11 松井友里絵（現所属：キャナァーリ倶楽部）
- No.12 みなみみな
- No.13 七瀬もも
- No.14 松本知世
- No.15 桜井真子（現所属：アイムエンタープライズ）
- No.16 ナナ
- No.17 泉綾香
- No.18 明坂聡美（現所属：アミュレート）
- No.19 松崎夏希
- No.20 清水彩花
- No.21 山本愛星
- No.22 居城エリカ
- No.23 水野夏海
- No.24 小南千明（現所属：ストロベリーカンパニー）
- No.25 青木春菜
- No.26 志村比芽子（現所属：ABP inc.）
- No.27 畠山まどか
- No.28 坂本恵美
- No.29 佐藤絵理香
- No.30 清水芽衣（現所属：ブロッサム・エンターテイメント）
- No.31 青木茉耶
- No.32 利根川鈴華
- No.33 若菜茜